# Sovadi (cràter)
Sovadi és un cràter d'impacte en el planeta Venus de 12,4 km de diàmetre. Porta el nom d'un antropònim khmer, i el seu nom va ser aprovat per la Unió Astronòmica Internacional el 2000.